# Kenjú Sugimoto
Kenjú Sugimoto (* 18. listopad 1992) je japonský fotbalista.

## Klubová kariéra
Hrával za Cerezo Ósaka, Tokyo Verdy, Kawasaki Frontale.

## Reprezentační kariéra
Kenjú Sugimoto odehrál za japonský národní tým v roce 2017 celkem 5 reprezentačních utkání.

## Statistiky
| Japonsko | Japonsko | Japonsko |
| Roky     | Záp.     | Góly     |
| -------- | -------- | -------- |
| 2017     | 5        | 1        |
| 2018     | 3        | 0        |
| Celkem   | 8        | 1        |